# Barbara Adams
Barbara Georgina Adams (19 de febrer del 1945 - 26 de juny del 2002) fou una distingida egiptòloga britànica i especialista en història predinàstica, que treballà durant molts anys a Hieracòmpolis, on va ser la codirectora de l'expedició. Abans d'això, va treballar al Museu Petrie d'Arqueologia Egípcia de Londres, i també excavà a tota la Gran Bretanya.

## Inicis de la seva carrera i el museu Petrie
El 1962, Barbara Adams es va convertir en assistenta al museu d'Història Natural. Al principi es va especialitzar en entomologia, i mentre es dedicava a la seva feina al Museu Britànic d'Història Natural es va convertir en una assistenta de R.B. Benson. Les habilitats del procediment científic utilitzades en la preparació de museus la transferiren al departament d'antropologia del Dr K.P. Oakley durant el 1964. Allà va adquirir coneixements sobre eines-artefactes, i també sobre anatomia de l'esquelet dels éssers humans. L'any següent, la seva feina amb el professor Harry Smith va donar un impuls a la seva carrera, i aconseguí la Càtedra Edward d'Arqueologia Egípcia del University College de Londres, primer en mans de Sir W.M.F. Petrie, i que estava en mans de Smith.
La seva primera experiència pràctica (excavació) fou una excavació a Yorkshire per a la Universitat de Leeds; més tard en el mateix any (1965) treballà com a ajudant a les excavacions del cementiri de Winchester i en altres llocs dins d'Anglaterra. Després del seu contacte amb artefactes de la Mediterrània (jaciment romà-britànic a Dragonby, Lincolnshire) en les excavacions de 1966, va assistir a un seminari el mateix any sobre artefactes de Hieracòmpolis.
El 1967 es casa amb Robert F. Adams, un funcionari civil, que l'encoratja a seguir amb la seva nova carrera. El 1969 viatja a Egipte per primer cop (aquell mateix any estudia tècniques d'arqueologia de camp a la Universitat de Cambridge). El seu primer llibre (1974) sobre l'antiga Hieracòmpolis publicà els resultats dels primers (Quibell i Green) que van excavar en el jaciment predinàstic de la ciutat. El 1975, Adams es va convertir en Conservadora Assistent al Museu Petrie i va produir la seva primera guia dos anys després.

## Hieracòmpolis en endavant
Va treballar com a experta en ceràmica i objectes per a les restablertes excavacions de Michael A. Hoffman de 1979-1980. Va col·laborar en unes excavacions d'un cementiri d'un grup elit predinàstic fins al 1986. Addicionalment, des del 1981 van treballar com a assistenta de Walter Fairservis a Nekhen el 1981 i el 1984. A causa de la mort de Hoffmann l'activitat d'excavació va caure a les mans de Friedmann i Adams (com a codirectora), va continuar-les en 1996. Fou la descobridora de les màscares funeràries, anteriorment desconegudes.
Va editar també la popular col·lecció de llibres Shire Egyptology, a la qual ella mateixa hi va contribuir amb tres volums sobre mòmies egípcies (Adams 1984), Egipte Predinàstic (Adams 1988) i Egipte Protodinàstic (Adams & Cialowicz 1997). El seu últim treball es va basar en fragments d'un gerro d'un cementiri trobats a Abidos.